# چقازرد چوپانکاره
چقازرد چوپانکاره، روستایی از توابع بخش مرکزی شهرستان اسلام‌آباد غرب در استان کرمانشاه ایران است.

## جمعیت
این روستا در دهستان حومه شمالی قرار دارد و براساس سرشماری مرکز آمار ایران در سال ۱۳۸۵، جمعیت آن ۸۸۲ نفر (۱۸۸خانوار) بوده‌است.
مردم این روستا همگی شیعه هستند و بعد از این روستا به طرف شمال غربی تمامی روستاها تا مرز عراق اهل حق هستند